# Liste des monuments historiques de Scheuern
La Liste des monuments historiques de Scheuern contient trois monuments historiques à Scheuern, une municipalité allemande située dans le Land de Rhénanie-Palatinat et l'arrondissement d'Eifel-Bitburg-Prüm.

## Liste
| Monument                         | Adresse                   | Coordonnées                      | Notice | Protection | Date | Illustration               |
| -------------------------------- | ------------------------- | -------------------------------- | ------ | ---------- | ---- | -------------------------- |
| Croix de chemin, 1810            | Dorfstraße, chez numéro 7 | 50° 01′ 16″ nord, 6° 18′ 24″ est |        |            |      | Croix de chemin, 1810      |
| Deux croix de chemin, 17e siècle |                           | 50° 01′ 24″ nord, 6° 18′ 49″ est |        |            |      | Image manquante Téléverser |
| Croix de chemin, 1812            | route K 50                | 50° 01′ 05″ nord, 6° 18′ 01″ est |        |            |      | Croix de chemin, 1812      |